# Tracle
La tracle ou tracle du Bugey est un fromage fort élaboré dans les départements de l'Ain et de la Savoie.

## Histoire et origine
Cette spécialité fromagère typique du Bugey qui permet un recyclage des restes de fromage et l’élaboration d’un mets relevé dégusté en fin de repas se retrouve aussi dans certains cantons de Savoie

## Ingrédients
Jean Froc, dans son ouvrage Balade au pays des fromages : Les traditions fromagères en France, paru en 2007, rappelle que la tracle du Bugey est élaborée à base de bleu de Gex, de fromages râpés, de vin blanc et de bouillon de poireaux. 
Le plus généralement elle est fabriquée à partir de caillé de vache (fromage frais) auquel s'ajoutent des restes de fromages locaux, du vin blanc du Bugey, du marc du Bugey ou de l'absinthe en Savoie, du bouillon de poireaux et divers aromates. Les proportions ne sont pas très précises. Certains font leur préparation en privilégiant la consistance crémeuse, d'autres avec leurs restes de fromages pour éviter qu'ils ne se perdent,. Il peut donc y entrer des croûtes de fromage crémeux mêlées à celles de fromages à pâte cuite et à pâte dure, des restes de vieux fromages secs locaux : tomme du bugey, beaufort, gruyère, crottin, fromage blanc en faisselle, etc.
Mais le but recherché pour l'élaboration de cette préparation fromagère reste le même : faire refermenter des vieux fromages avec du fromage frais, de l'eau-de-vie, du vin blanc et du bouillon de poireaux,,.

## Préparation
La préparation reste simple même dans ses variantes. Il suffit de hacher ou de broyer l'ail, de râper les restes de fromages ou de les découper en petits morceaux, puis de mélanger avec du fromage blanc ou de la crème fraîche. Il faut ensuite saler et poivrer, arroser d'eau-de-vie locale, de vin blanc et de bouillon. On finit en remuant jusqu'à obtenir une consistance crémeuse.

## Affinage
Cette consistance peut varier, car plus on monte en altitude, plus elle devient épaisse,. Mais quoi qu'il en soit cette préparation dégage toujours une odeur forte et contient entre 40 et 50 % de matière grasse,, tout en se présentant avec une couleur de beige ivoire à jaune pâle.
La consistance idéale de la tracle correspond à une crème coulant au ruban et collant au palais. Pour y parvenir, il est nécessaire de la tenir au frais pendant quelques jours tout en la remuant pour faire disparaître les derniers morceaux n'ayant pas fondu dans le mélange. Ce qui implique un brassage énergique avant de laisser reposer pendant 4 à 5 jours. Puis durant une semaine, il faut ajouter quotidiennement un peu de bouillon et de vin blanc.

## Consommation

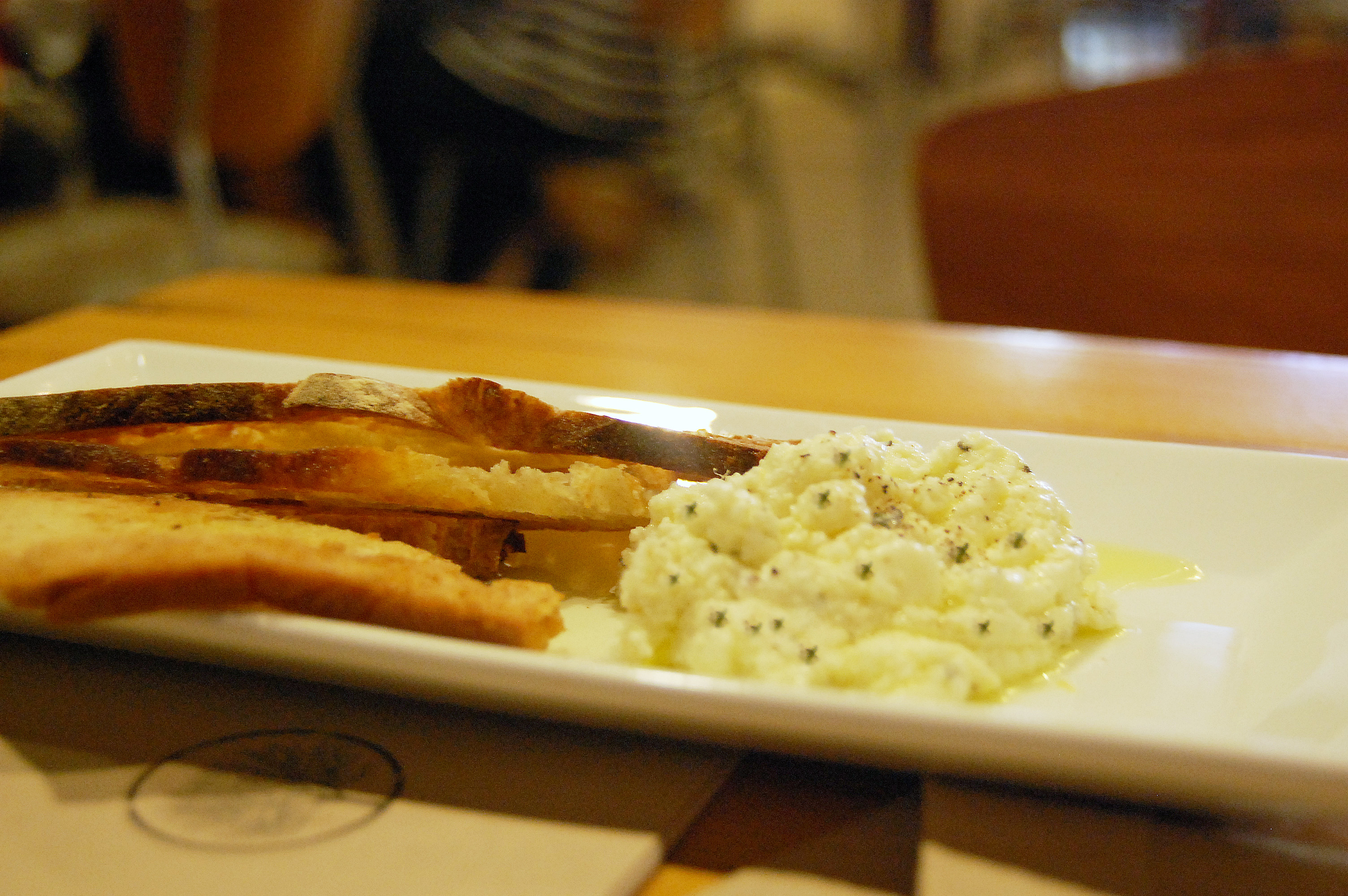
Tracle du Bugey et tartines grillées

Cette préparation fromagère se déguste tartinée sur du pain de campagne, tel quel ou passé au four ou au gril pour dorer la tranche seule. 
La tracle, comme quelques autres fromages forts régionaux, était particulièrement appréciée à Lyon. Dans L'inventaire du patrimoine culinaire de la France, Rhône-Alpes, il est indiqué que « Dans les bouchons lyonnais, le fromage fort était posé au coin du bar dans un grand pot en grès. Chacun se servait en l'étalant sur des rôties, tartines grillées, accompagnées d'un beaujolais. ».  

## Accord mets/vin/alcool
La force gustative de ce mets réclame soit un vin rouge puissant (vignoble de la vallée du Rhône) soit une eau-de-vie de marc du Bugey ou de Savoie. Ce dernier mariage met en évidence que si la quasi majorité des fromages sont dégustés avec du vin, quelques-uns d'entre eux, comme les fromages forts, se révèlent parfaits accompagnés par des alcools et singulièrement par des single malts. La tracle fait un mariage parfait avec The Glenlivet Nadurra, de 16 ans d'âge, un single malt du Speyside ou tout autre whisky de la même classe.  

## Littérature et proverbe
En 1907, le poète gastronome Henri Second lui consacra un poème évoquant ses qualités odorantes.

« À la cave, on met dans un coin

et de lumière pas besoin

Le nez suffit, la chose est sûre »

Plus prosaïquement, un proverbe local avertit : « Si au bal tu ne veux pas emballer, mange de la tracle du Bugey. ».

## Variante Haut-Savoyarde
On retrouve également des origines de la Tracle dans l'ouvrage "Les anciens y avaient tout compris" de Virginia Gurcel et Daniel Poirrier, consacré au patrimoine oublié de Haute-Savoie. La recette évoquée conserve les fondamentaux (croûtes de fromage, eau de vie) mais fait disparaître le bouillon de poireau tout en allongeant la durée de macération à 3 ans.